# امراوتی
امراوتی (به انگلیسی: Amaravati) یک منطقهٔ مسکونی در هند است که در آندرا پرادش واقع شده‌است. امراوتی ۲۱۷٫۲۳ کیلومتر مربع مساحت و ۱۰۳٬۰۰۰ نفر جمعیت دارد.